# Polany (województwo podkarpackie)

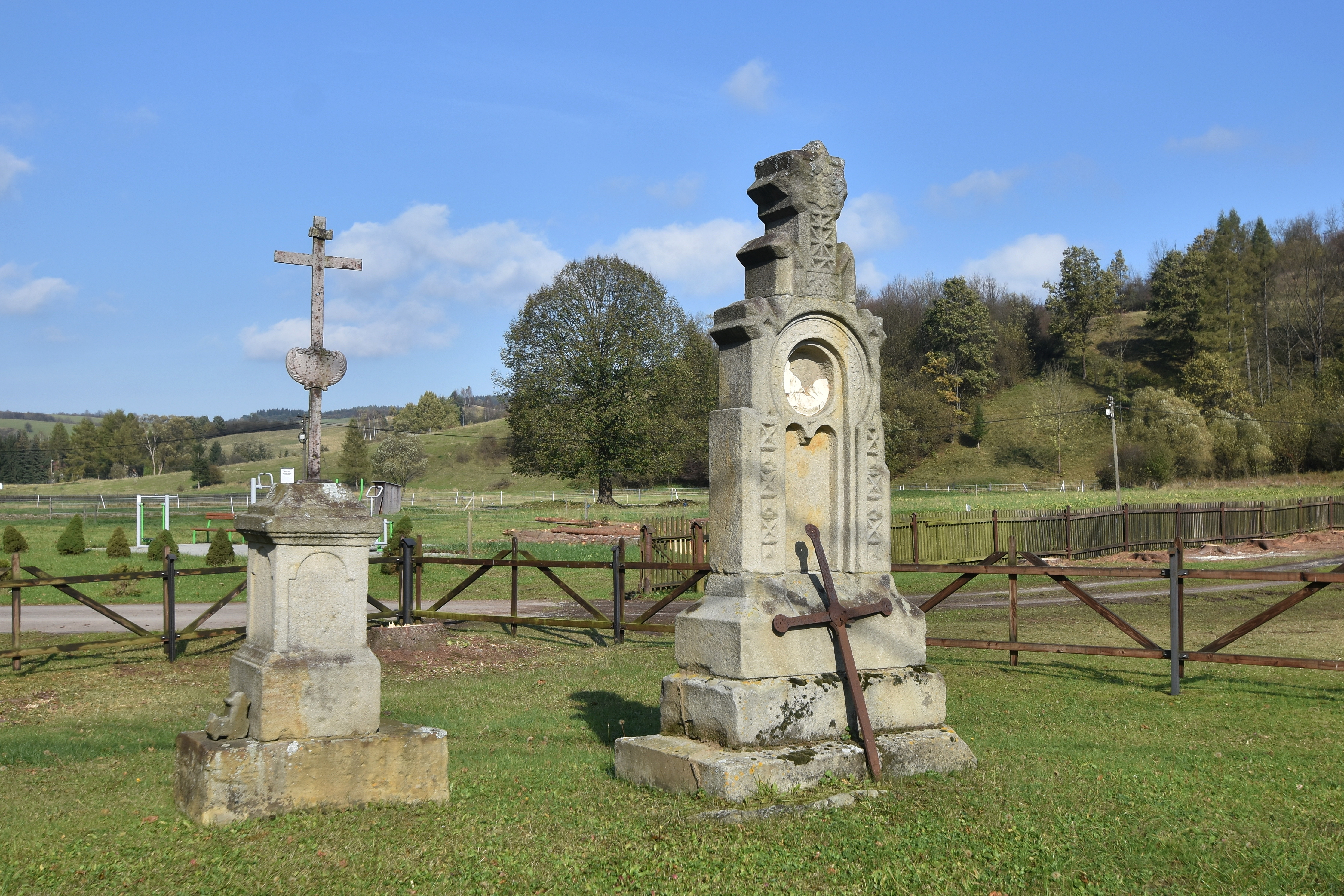
Greckokatolickie nagrobki przy cerkwi

Polany (j. łemkowski Поляны) – wieś w Polsce położona w województwie podkarpackim, w powiecie jasielskim, w gminie Krempna, położona w Beskidzie Niskim, 6 km na wschód od Krempnej.
Miejscowość jest siedzibą parafii Matki Bożej Częstochowskiej, należącej do dekanatu Nowy Żmigród, diecezji rzeszowskiej.

## Części wsi
| SIMC    | Nazwa         | Rodzaj    |
| ------- | ------------- | --------- |
| 0355499 | Dobańce       | część wsi |
| 0355507 | Ostryszne     | część wsi |
| 0355513 | Suchowac Mały | część wsi |

## Historia
Powstała w połowie XVI w. na prawie wołoskim. Król Zygmunt II August w 1551 nadał wieś Polany Zbigniewowi Sienieńskiemu, kasztelanowi sanockiemu. W 1569 roku Jan Sienieński nadał wieś dla Jana Polańskiego – miejscowego sołtysa. W 1606 roku należała do Jana Polańskiego, a w  1654 roku - do rodziny Romerów. Ich płyta nagrobna jest w świątyni.
Miejscowość należała do dóbr Stadnickich z Nowego Żmigrodu.
Biskup Wacław Hieronim Sierakowski 8 lipca 1747 roku kanonicznie erygował parafię w Polanie.
W latach 1768–1772 była ona własnością Marszałka Konfederackiego wybranego na zjeździe w Jedliczu i w Pilźnie -Adama Parysa i stanowiła bazę konfederatów barskich. Po upadku tego powstania osiedliło się tu wielu konfederatów.
Pod koniec XIX wieku właścicielką tabularną dóbr we wsi była Anna hr. Potocka.
Przed I wojną światową powołano tu i w Hucie Polańskiej Związek Strzelecki, którego członkowie wzmocnili Legiony.
W okresie międzywojennym w miejscowości stacjonowała placówka Straży Granicznej I linii „Polany”.
Miejscowość ta była niemal w całości zamieszkana przez Polaków, dlatego w czasie okupacji działały tu dwa plutony Armii Krajowej.
Do 1954 roku istniała gmina Polany. W latach 1975–1998 miejscowość położona była w województwie krośnieńskim.

## Geografia
Miejscowość położona jest w dolinie dolnego biegu potoku Wilsznia, aż po samo jego ujście do Wisłoki. Leży tuż przy granicy Magurskiego Parku Narodowego i Jaśliskiego Parku Krajobrazowego.

## Wspólnoty wyznaniowe
- Kościół greckokatolicki – parafia św. Jana Chryzostoma[9]
- Kościół rzymskokatolicki – parafia Matki Bożej Częstochowskiej[10]